# 동방노력자공산대학
동방노력자공산대학(러시아어: Коммунистический университет трудящихся Востока)은 소련의 모스크바에 설치되었던 공산주의 운동가 교육 기관이다. 모스크바공산대학이나 극동공산대학으로도 불린다.

## 개요
1921년 4월 21일, 코민테른에 의해 설립됐다. 1926년 설립된 국제레닌학교와는 비슷한 기능을 수행했으나, 식민지 피지배국 운동가들을 체계적으로 교육하기 위한 기관이라는 차별성이 있다. 공산주의 이론과 함께 당 조직 건설과 선전, 노조 건설 등 실제적인 내용도 가르쳤다.
중국의 덩샤오핑과 류샤오치, 베트남의 호찌민이 이 학교 출신이다. 조봉암, 주세죽, 김만겸, 허정숙, 김용범, 조일명, 한빈, 고광수, 정달헌, 오성륜, 방호산 등 한국의 많은 공산주의 운동가들도 이 학교에서 유학했다.
1930년대 후반 폐지되었고, 이 학교의 기능은 다른 여러 학교에 분산되었다.

## 참고 자료
- 송준서, 모스크바 동방노력자공산대학의 조선학부와 대학원의 편제와 운영, 1921-1938 슬라브학보 2020, vol.35, no.2, pp. 125-152 (28 pages)

### 한국인 졸업생에 관한 소련의 기록
- 러시아문서보관소 자료집 (전2권) 출간 한국외국어대학교 디지털인문한국학연구소  2020.12.30

러시아문서보관소 자료집. 1: 문서 번역집 모스크바 동방노력자공산대학(1921~1938)의 한인들 한국외대디지털인문한국학연구소연구총서 3, 한울아카데미 2020년 8월 25일
러시아문서보관소 자료집. 2: 문서 모음집 모스크바 동방노력자공산대학(1921~1938)의 한인들 한국외대디지털인문한국학연구소연구총서 3, 한울아카데미 2020년 8월 25일

### 한국인 졸업생에 관한 일본측 기록
- 「JACAR（アジア歴史資料センター）Ref.B04013181800、日本共産党関係雑件／朝鮮共産党関係 第六巻（I-4-5-2-3_10_006）（外務省外交史料館）」

標題：日本共産党関係雑件／朝鮮共産党関係 第六巻 １．昭和五年七月 分割２ (1930년 7월)
- 동방노력자 공산대학 졸업생의 취조상황에 관한 건(東方勞力者共産大學卒業生ノ取調狀況ニ關スル件) : 200-061 : 고려대 도서관 경성지방법원 검사국 컬렉션

1930년 9월 30일 조선총독부 경무국장이 송부한 문건으로, 1930년 3월 火曜會派 조선공산당 재조직사건 검거에 관련된 피의자 중 모스크바 소재 동방노력자 공산대학을 졸업한 權五稷(慶北 安東), 朴長松(咸北 穩城), 高四察(忠南 論山), 李永祚(慶北 安東), 金應基(慶北 醴泉), 朱靑松(咸北 鏡城), 安秉珍(平北 義州), 趙今龍(忠北 忠州) 등 8명의 취조상황에 관한 보고서 수록
「JACAR(アジア歴史資料センター)Ref.B04013182400、日本共産党関係雑件／朝鮮共産党関係 第七巻(I-4-5-2-3_10_007)(外務省外交史料館)」
標題：日本共産党関係雑件／朝鮮共産党関係 第七巻 分割２
東方勞力者共産大學卒業生ノ取調狀況ニ關スル件 : 국회도서관
- コミンテルンノ密命ヲ帶ベル東方勞力者共産大學卒業生檢擧ノ件 1932.02.07 : 한국민족해방운동사자료집4권 / 공훈전자사료관
- [「JACAR(アジア歴史資料センター)Ref.C01004387700、密大日記 第１２冊 昭和１２年(防衛省防衛研究所)」

標題：共産大学卒業者の軍事スパイ事件検挙に関する件 1937년 1월 22일

## 같이 보기
- 국제레닌학교
- 모스크바 중산 대학
- 동방노력자공산대학 동문